# Kościół św. Karola Boromeusza w Wołowie
Kościół św. Karola Boromeusza w Wołowie - rzymskokatolicki kościół parafialny, drugi po kościele św. Wawrzyńca w tym mieście.

## Historia
Z powodu ostatecznego przyznania luteranom jedynego i największego kościoła w Wołowie (pw. św. Wawrzyńca) na mocy ugody altransztadzkiej w 1707 r., katolicy w Wołowie zostali pozbawieni własnej świątyni. Wówczas, przy pomocy zakonu karmelitów z Głębowic oraz panującego rodu cesarskiego Habsburgów, zaczęto wznosić w mieście klasztor i kościół zakonu karmelitów, który miał prowadzić rekatolicyzację regionu.
20 lipca 1713 r. dokonano uroczystego poświęcenia kamienia węgielnego pod budowę klasztoru, uczynił to ówczesny opat cystersów lubiąskich Ludwik Banek. Budowę klasztoru i kościoła zakończono w 1724 r., a konsekracja kościoła odbyła się 1 sierpnia 1730 r. Kościół i klasztor spłonął podczas wielkiego pożaru miasta w 1781 r., a po 1785 r. został odbudowany. W 1791 r. zawieszono na wieży mały dzwon. Obecny zawieszono w 1926 r. nadając mu imię patrona kościoła.
23 listopada 1810 r. na mocy edyktu króla pruskiego Fryderyka Wilhelma III nastąpiła sekularyzacja klasztoru i kościoła.  W 1812 r. kościół został przekazany parafii katolickiej wraz z północnym skrzydłem klasztoru. Pomieszczenia poklasztorne po wschodniej stronie zostały przebudowane i zamienione na pruskie koszary wojskowe.

## Architektura

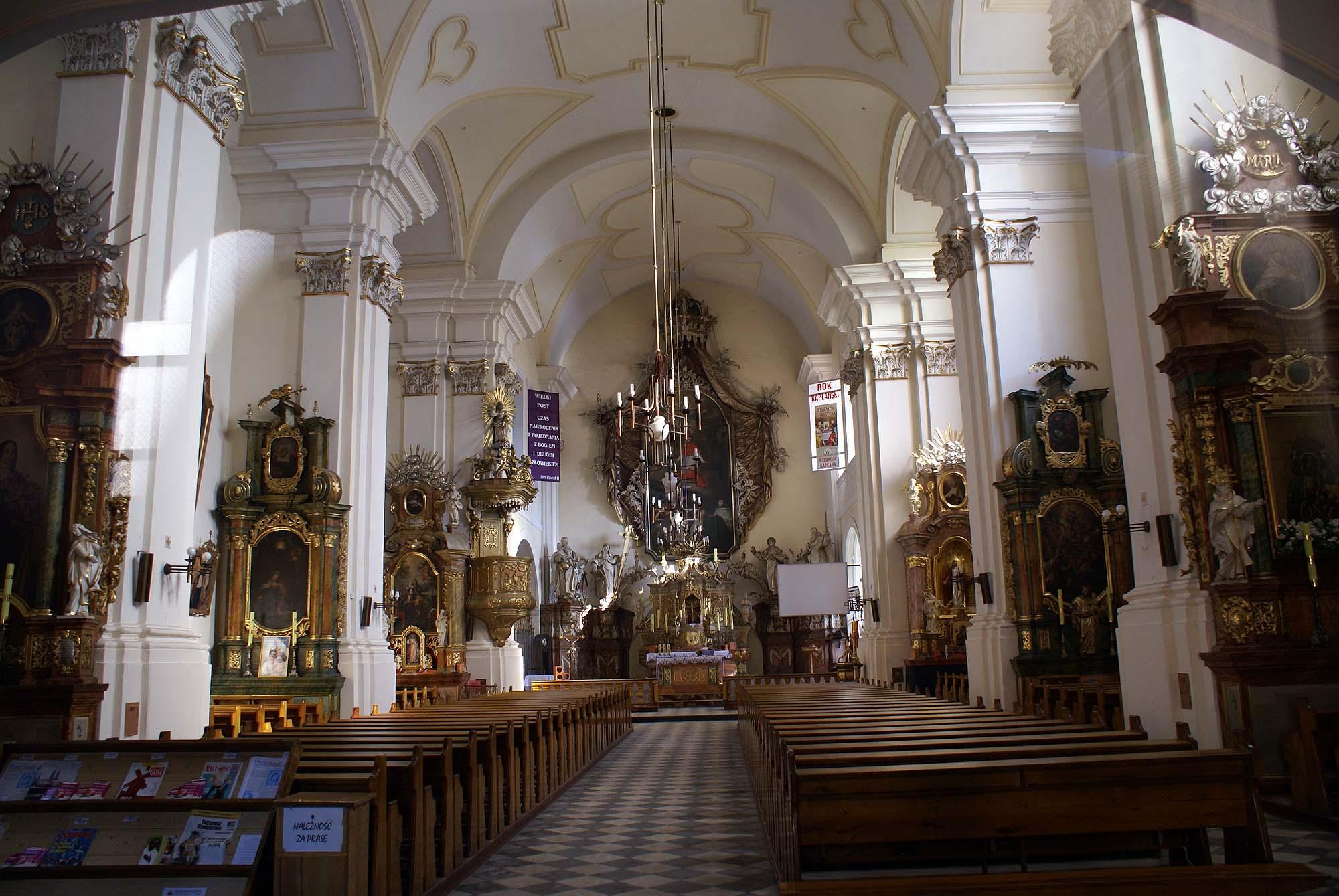
Wnętrze kościoła

Kościół to budowla jednonawowa z rzędami bocznych kaplic, na planie prostokąta, główna nawa posiada cztery przęsła oddzielone łukiem tęczowym od niższego i węższego prezbiterium. Sklepienie kolebkowe. Przy prezbiterium znajdują się empory z podwójnymi oknami. Główną zachodnią elewację barokowego kościoła, zwieńczoną potrójnym szczytem, zdobią umieszczone w niszach figury: prorokini Anna i starzec Symeon. Na osi środkowej znajduje się barokowy portal. Nad wejściem do kościoła umieszczono dwa herby: Habsburgów i Zakonu Karmelitów.
Kościół jak wiele budowli barokowych nie posiada wieży, lecz ma jedynie drewnianą sygnaturkę.
Jednym z ciekawszych zabytków klasztoru jest późnogotycka figura N.M.Panny umieszczona nad furtą klasztorną (wejściem bocznym), pochodząca prawdopodobnie z XV wieku.
Rokokowy ołtarz główny ozdabia obraz Apoteoza św. Karola Boromeusza z 1721 r. (malarz: Jeremiasz Józef Knechtel).

## Organy
Organy wybudowała firma Schlag & Söhne w 1919 roku jako opus 1061. Instrument posiada wiatrownice stożkowe oraz pneumatyczną trakturę gry.
Dyspozycja instrumentu:
| Manuał I            | Manuał II              | Pedał          |
| ------------------- | ---------------------- | -------------- |
| 1. Bordun 16'       | 1. Geigen Prinzipal 8' | 1. Violon 16'  |
| 2. Prinzipal 8'     | 2. Salicet 8'          | 2. Subbass 16' |
| 3. Gambe 8'         | 3. Aeoline 8'          | 3. Octave 8'   |
| 4. Hohlflöte 8'     | 4. Vox coeleste 8'     | 4. Cello 8'    |
| 5. Gemshorn 4'      | 5. Portunal 8'         |                |
| 6. Octave 4'        | 6. Gedeckt 8'          |                |
| 7. Spitzflöte 2'    | 7. Prinzipal 4'        |                |
| 8. Rauschquinte 2 f | 8. Cymbel 2-3 f        |                |
| 9. Mixtur 2-3 f     | 9. Rohrflöte 4'        |                |